# Chervettes
Chervettes là một xã trong tỉnh Charente-Maritime tổng Mirambeau of the Charente-Maritime trong vùng Nouvelle-Aquitaine, tây nam nước Pháp. Xã Chervettes nằm ở khu vực có độ cao trung bình 25 mét trên mực nước biển.

## Dân số
| Năm  | Dân số |
| ---- | ------ |
| 1962 | 84     |
| 1968 | 121    |
| 1975 | 105    |
| 1982 | 103    |
| 1990 | 95     |
| 1999 | 124    |